# Gäddtjärnen (Vänjans socken, Dalarna, 676835-138473)
Gäddtjärnen är en sjö i Mora kommun i Dalarna och ingår i Dalälvens huvudavrinningsområde.